# والتر پلایکنر
والتر پلایکنر (انگلیسی: Walter Plaikner؛ زادهٔ ۲۴ اکتبر ۱۹۵۱) لژسوار اهل ایتالیا است.